# Joan Miquel Saura i Morell

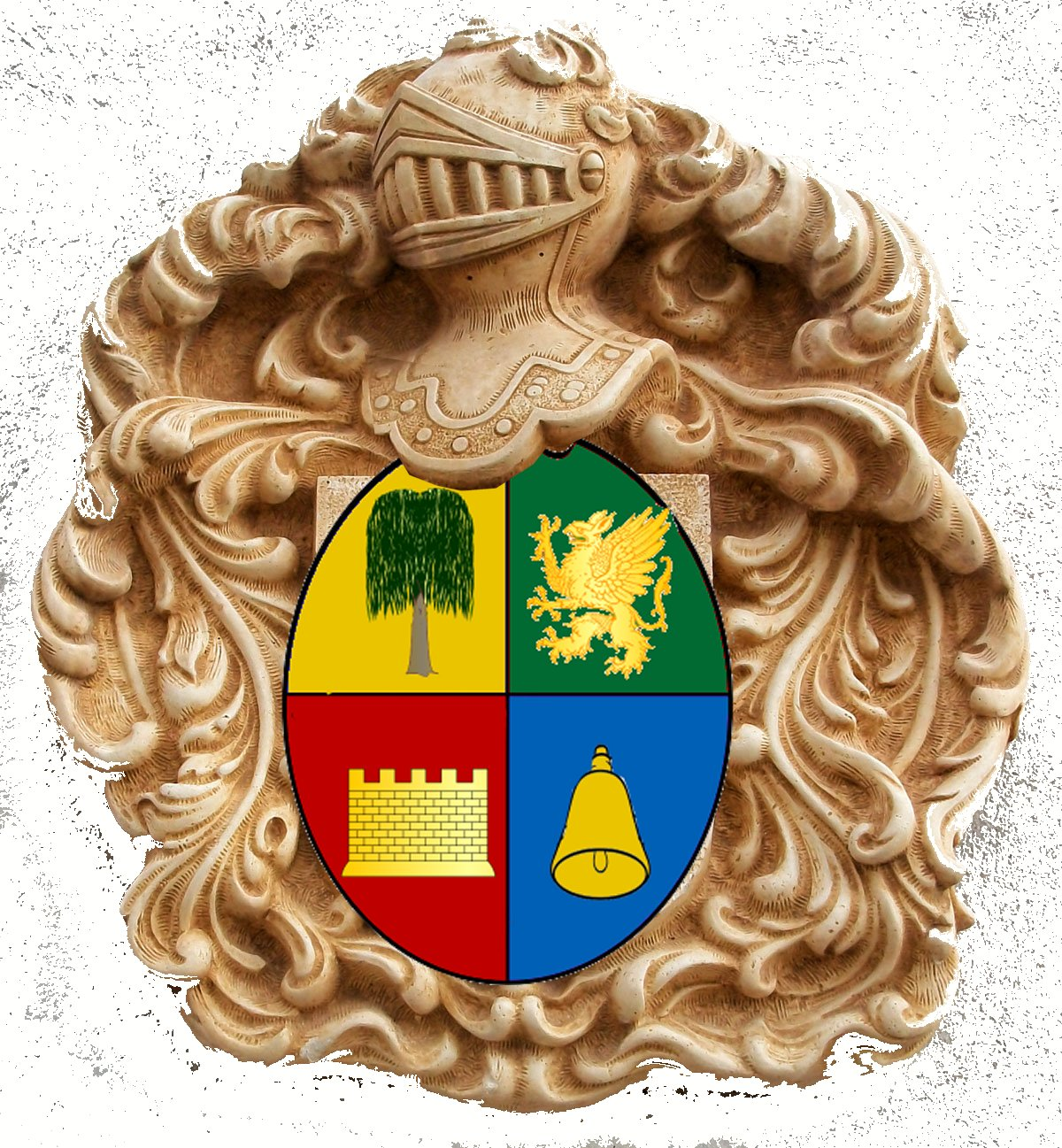
Recreació de l'escut de pedra de marès, bastant erosionat, col·locat dins del frontó del balcó central al primer pis a la façana del palau de la segona branca de Can Saura, fet el. Correspon a les armes dels "Saura, Morell, Martorell i Squella". Aquests són els llinatges de Joan Miquel Saura i Morell i la seva esposa Àgueda Martorell i Squella.

Joan Miquel Saura Morell fou un membre del braç militar de cavallers i donzells, cúspide de la societat medieval i moderna menorquina. Va néixer a Ciutadella el 28 de gener de 1670. Es casà amb Àgueda Martorell Squella el 4 de novembre de 1687. D'aquest matrimoni surt la segona branca dels Saura de Ciutadella. Fou el líder de l'aixecament dels austriacistes menorquins el 1706.
El 19 d'octubre els conjurats austriacistes, liderats pel cavaller i capità Joan Miquel Saura, es van aixecar a Ciutadella a favor de Carles III. La Universitat General s'adherí al pronunciament i en uns dies van aconseguir el control de tota l'illa, llevat del castell de Sant Felip, situat a l'embocadura del port de Maó. En Joan Miquel Saura, que havia estat en contacte amb la cort de Barcelona, portava un document signat pel virrei de Mallorca comte de Savellà, el qual l'acreditava com a governador de Menorca.
La guarnició borbònica del castell de sant Felip va resistir el setge d'un exèrcit, amb poca tropa professional i mal armat, dirigit per en Joan Miquel Saura durant dos mesos. El dia primer de gener un comboi francès desembarcà homes i vitualles per a auxiliar els assetjats. El 5 de gener es produeix la batalla de Biniatap, que obligà els austriacistes a replegar-se cap a Maó. El dia de reis, davant de l'amenaça d'anorreament total,  la vila capitula i es produeix el saqueig de Maó. En Joan Miquel Saura es replega cap a Ciutadella. El 7 de gener les universitats d'Alaior i d'es  Mercadal i castell Santa Àgueda juren fidelitat a Felip V. L'exèrcit borbònic avança cap a la capital de l'Illa i acampa a Ferreries.
En Joan Miquel Saura passa cap a Mallorca amb els seus principals col·laboradors i deixa a Ciutadella el capità mallorquí Francesc Net com a tinent governador. Aquest pactarà les clàusules de la rendició amb el coronel de la Jonquière. Malgrat les clàusules pactades, el governador borbònic Diego Leonardo Dàvila endega una forta repressió contra persones i bens. Confisca totes les propietats de rebels, presos i absents. Entre ells la casa de la segona branca de can Saura que fou demolida i sembrada de sal en símbol de destrucció perpètua.
El setembre de 1708, en Joan Miquel Saura es va unir a l'esquadra del general James Stanhope, quan va passar per Mallorca de camí cap a la conquesta austriacista de Menorca. Un cop a Ciutadella va col·laborar en la distribució d'armes entre els civils menorquins. A partir del novembre de 1708 s'integra a la nova estructura política. Sembla que era el candidat del general Stanhope a governador de Menorca i tenia el vell nomenament del Virrei de Mallorca datat durant la primera revolta austriacista. De fet, va ostentar el càrrec durant un mes, però finalment l'Arxiduc nomenà en Josep Yzaguirre. En Joan Miquel Saura va ocupar diversos càrrecs secundaris com  el de conseller pel braç militar i oïdor de comptes. Finalment el general Stanhope l'anomenà Coronel de la milícia de pagesos (peasants), càrrec que li va mantenir el duc d'Argylle ajuntant-lo al càrrec de governador de paisans que va crear per a Saura. Aquest càrrec era buit de contingut i amb funcions poc definides. Va quedar subordinat al tinent governador, ja que els afers civils foren controlats per en Kane.
Tot i això, les autoritats britàniques demostraren una gran confiança en ell com a resultat del seu suport a la causa carlina i posteriorment a la causa anglesa. Van fer aixecar de nova planta damunt el solar enrunat que havia estat la casa de can Saura Morell, i ocupant tota una illa de cases de Ciutadella (carrers del Seminari, Socors, Hospital de Santa Magdalena i Sant Crist) un nou casal com a compensació per la defensa d'aquelles causes. El març de 1727, durant l'estada del Governador titular Lord Carpenter a Menorca, aquest li va oferir a Joan Miquel Saura, pels seus serveis i lleialtat constants a la corona britànica, el reconeixement de cavaller amb dret a  posar davant del seu nom el tractament de Sir. Cosa que va declinar, afegint que ell ja ho era de cavaller. Va conservar, però, subvencions de delmes en finques de Ciutadella per valor de 30 lliures anuals.
En Joan Miquel Saura i Morell va morir a Ciutadella l'1 de juliol de 1729.